# Isophya hospodar
Isophya hospodar is een rechtvleugelig insect uit de familie sabelsprinkhanen (Tettigoniidae). De wetenschappelijke naam van deze soort is voor het eerst geldig gepubliceerd in 1898 door Saussure.
1. ↑  (en) Isophya hospodar op de IUCN Red List of Threatened Species.